# Sitio de San Agustín (1740)
El Asedio de San Agustín de 1740 fue el tercer asedio (o cuarto, si se incluye el ataque de Francis Drake en 1586) que sufrió la capital colonial de Florida y el de mayor envergadura en su historia. Este episodio se encuadra en el marco de la guerra del Asiento que había estallado entre España y Gran Bretaña el año anterior.

## Preparativos
El ataque fue concebido por el entonces gobernador británico de Georgia, James Edward Oglethorpe. Sabedor de que su joven y poco poblada colonia estaba en desventaja a la hora de enfrentarse a la guarnición española en Florida, Oglethorpe decidió lanzar un ataque preventivo sobre su principal fortaleza, San Agustín, antes de que los españoles pudieran organizar una expedición en sentido contrario. Para ello organizó una fuerza de 600 regulares del 42.º Regimiento de Infantería, a los que se añadieron 400 hombres más reclutados entre los colonos y una flotilla de ocho naves al mando del Comodoro Vincent Pearce, que tenía como objetivo impedir que la ciudad recibiese suministros por mar durante el asedio.
Finalmente, Oglethorpe decidió protegerse las espaldas antes de emprender la marcha negociando una paz duradera con los jefes de los poderosos indios seminola, un belicoso pueblo que vivía a caballo entre los territorios reclamados por España y Gran Bretaña y no reconocía la autoridad de ninguna de estas naciones. La propuesta británica se reducía originalmente a la garantía nativa de mantenerse neutrales en el conflicto, cosa que aceptaron los jefes de todas las bandas excepto una, la de los alachuas u ocomíes dirigidos por Ahaya. En su lugar, este jefe, que abrigaba un profundo odio por los españoles, ofreció su colaboración a Oglethorpe e incrementó sus fuerzas añadiendo 1.200 guerreros más bajo su mando.

## Desarrollo
Tras cruzar la frontera, la fuerza invasora atacó y capturó con éxito el Fuerte Mosé, defendido por 100 reclutas de raza negra (en su mayoría antiguos esclavos huidos de las propias plantaciones británicas y acogidos por los españoles). La mayor parte de éstos, no obstante, consiguió escapar de allí y dar la voz de alarma al gobernador de Florida, Manuel de Montiano, en su residencia de San Agustín. La guarnición de la ciudad fue entonces llamada a las armas, mientras que la población civil se refugió tras las murallas del Castillo de San Marcos, la principal estructura defensiva de San Agustín.
El contraataque español no se hizo esperar y esa misma noche las tropas de Montiano asaltaron el Mosé por sorpresa, matando, hiriendo o capturando a más de 100 hombres de la guarnición que había quedado allí mientras Oglethorpe y el grueso de sus tropas instalaban unos cañones en la Isla Anastasia y la playa norte para poder bombardear los muros de la ciudad. Entre los británicos caídos en el Mosé se encontraba el Coronel John Palmer, quien había supervisado el segundo asedio de San Agustín en 1727, lo que representó un duro golpe para la moral de los invasores.
Los británicos cambiaron entonces de estrategia y se limitaron en lo sucesivo a mantener un bloqueo por tierra y mar con la esperanza de que la ciudad terminase por rendirse víctima del hambre, mientras sus baterías bombardeaban las murallas sin descanso. Sin embargo, las naves de Pearce se vieron incapaces de cortar completamente el acceso a la ciudad desde el agua y durante los 38 días siguientes que duró el sitio los españoles estuvieron recibiendo suministros y armamento procedentes de Cuba, desde un islote llamado Mosquito. Finalmente, ante la evidencia de que el asedio había fracasado y las noticias de que se acercaba una flota de auxilio procedente de La Habana, Oglethorpe decidió levantar el sitio y volver a Georgia.

## Consecuencias
San Agustín no cayó entonces y con ello se acrecentó la fama de inexpugnable que la ciudad y especialmente el Castillo de San Marcos se habían labrado durante los dos asedios de 1702 y 1727. Este revés previno la caída de Florida en manos británicas y obligó a las fuerzas de Oglethorpe a replegarse a sus bases para preparar la defensa de Georgia ante un eventual contraataque español.
La fuerza expedicionaria organizada por el propio Montiano partió hacia Georgia en 1742, pero se retiró más tarde tras un par de escaramuzas en la isla de Saint Simons. Los británicos volvieron a atacar Florida otra vez en 1743 pero fueron rechazados una vez más antes de llegar a San Agustín. Durante los 5 años que todavía duró la guerra, Florida y Georgia se mantuvieron relativamente tranquilas, de modo que el tratado de paz suscrito en 1748 se limitó a retornar la situación al statu quo ante bellum.